# Cuando calienta el sol... vamos alla playa
Cuando calienta el sol... vamos alla playa è un film del 1983, diretto da Mino Guerrini.

## Trama
Un pugile dilettante segue l'amata nelle sue vacanze a Fregene ma si dichiara solo quando la ragazza è in partenza per l'Inghilterra.